# Knud Bruun Jensen
Knud Bruun Jensen (* 2. Juli 1929 in Aarhus; † April 2015) war ein dänischer Ruderer.

## Werdegang
Knud Bruun Jensen nahm an den Olympischen Sommerspielen 1952 in Helsinki teil. Zusammen mit Carl Nielsen, Harry Nielsen und Paul Locht schied er in der Vierer ohne Steuermann-Regatta im Hoffnungslauf aus.